# حزب الاتحاد الدستوري (الولايات المتحدة)

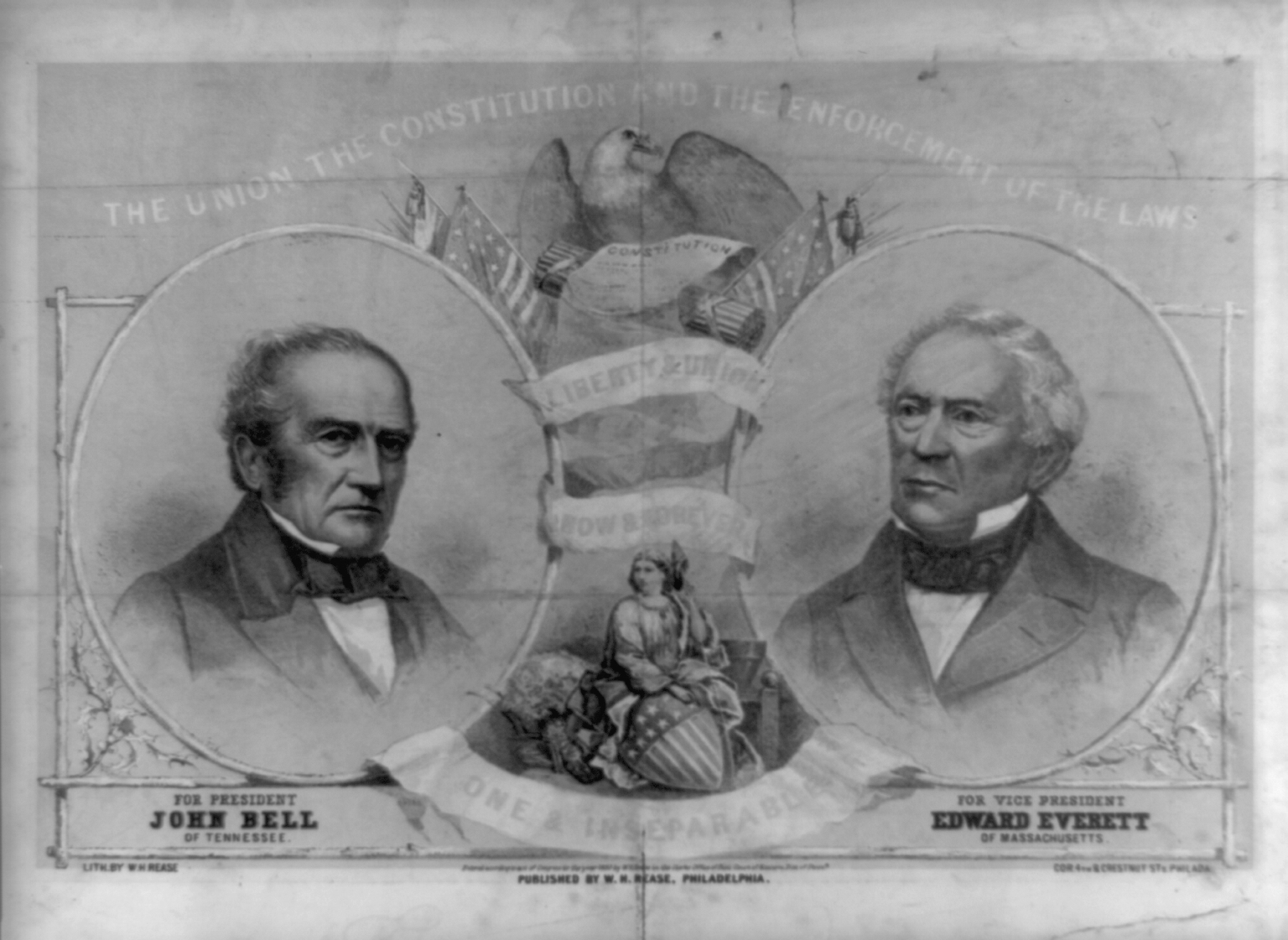
ملصق للحملة الانتخابية لحزب الاتحاد الدستوري في انتخابات عام 1860 ويظهر فيه جون بيل مرشحا منصب الرئيس ويظهر بجانبه إدوارد إيفريت مرشحا منصب نائب الرئيس

حزب الاتحاد الدستوري (بالإنجليزية: Constitutional Union Party)‏ هو حزب سياسي سابق قصير العمر في الولايات المتحدة، أُنشئ في عام 1860 وظهر ضد الجمهوريين والديمقراطيين كطرف رابع في انتخابات عام 1860. تألف الحزب من أعضاء حزب الويغ المحافظين السابقين الذين أرادوا تجنب الانفصال عن الاتحاد بسبب قضية العبودية. هؤلاء الأعضاء السابقون (وقد انضم بعضهم تحت راية حزب المعارضة في الفترة 1854-1858) تعاونوا مع حزب لا أدري السابق وعدد قليل من الديمقراطيين الجنوبيين الذين كانوا ضد الانفصال ليشكلوا معا حزب الاتحاد الدستوري. أتى اسم الحزب من برنامجه البسيط، والذي يتكون من القرار «ألا يعترف بأي مبدأ سياسي آخر غير دستور البلاد واتحاد الولايات وإنفاذ القوانين». كان الحزب يأمل أنه يمكن إبعاد قضية العبودية ومسألة توسعها من خلال عدم اتخاذ أي موقف حازم سواء معها أو ضدها.
نظم جون جيه كريتندن وغيره من أعضاء الكونغرس الاتحاديين مؤتمر الاتحاد الدستوري لعام 1860، والذي اجتمع في مايو من تلك السنة. وقد رشح المؤتمر السياسي جون بيل من تينيسي لمنصب الرئيس وإدوارد إيفرت من ماساشوسيتس لمنصب نائب الرئيس. كما تلقى كريتندن وسام هيوستن ووليام الكسندر غراهام وويليام كابيل رافز الدعم لترشيحهم للرئاسة عن الحزب في المؤتمر. حصل بيل على 12.6٪ من الأصوات الشعبية وفاز بثلاث ولايات في الانتخابات الرئاسية عام 1860. أغلب الدعم الذي حصل عليه بيل جاء من أعضاء الويغ الجنوبيين أو أعضاء حزب لا أدري.
وبع الانتخابات سعى كريتندن وغيره من أعضاء الحزب الجديد دون جدوى لمنع الحرب الأهلية باقتراحهم تسوية كريتندن ومؤتمر السلام لعام 1861. وبعد بداية الحرب الأهلية الأمريكية، دعم العديد من أعضاء الحزب السابقين الكونفدرالية، بما في ذلك بيل. بقي معظم أهل الولايات الحدودية في الحرب موالين للاتحاد. ساعد الاتحاديون الدستوريون في تنظيم مؤتمر ويلينغ التي انفصلت بموجبه فيرجينيا الغربية عن فرجينيا، بينما انضم الكثيرون في ميزوري إلى حزب الاتحاد غير المشروط.

## البدايات
تم تأسيس سلف حزب الاتحاد الدستوري، وكان يدعى الحزب الوحدوي، في عام 1850 من قبل السياسيين روبرت تومبس وألكسندر ستيفينز وهويل كوب من ولاية جورجيا، وذلك من أجل دعم تسوية عام 1850 ورفض فكرة انفصال الجنوب. قام هذا الحزب بتوحيد الجنوبيين والديموقراطيين في إطار منصة جورجيا التي أكدت قبول ولاية جورجيا للتسوية كحل نهائي لقضية الرق. ومع ذلك لم يتوسع الحزب خارج ولايات جورجيا وميسيسيبي وألاباما ضمن منطقة الجنوب العميق، وتم حلّه بحلول نهاية عام 1851.
وحّد تأسيس حزب الاتحاد الدستوري عام 1860 بقايا كل من حزبي «الويغ» و «لا أدري» الذين لم يرغبوا بالانضمام إلى الديمقراطيين أو الجمهوريين. قام السناتور جون جيه كريتيندن من ولاية كنتاكي بعقد اجتماع بين خمسين من أعضاء الكونجرس المحافظين والمؤيدين للتسوية في ديسمبر 1859، وتبعه عقد مؤتمر في بالتيمور في الأسبوع الذي يبدأ في 9 مايو 1860، أي قبل أسبوع واحد. من انعقاد مؤتمر الحزب الجمهوري. قام المؤتمر بترشيح جون بيل من تينيسي لمنصب الرئيس وإدوارد ايفرت من ماساتشوستس لنائب الرئيس.

## الانتخابات الرئاسية
دخل حزب الاتحاد الدستوري انتخابات عام 1860، وكانت الأغلبية العظمى من أصواتهم قد أتت من أنصار الويغ الجنوبيين السابقين أو حزب لا أدري. وقد صوت لهم عدد قليل من الديمقراطيين السابقين الذين عارضوا الانفصال. لم ينل الحزب نسبة النصف حتى من الأصوات الشعبية في أي ولاية، إلا أنه فاز بثلاث ولايات هي فرجينيا وكنتاكي وتينيسي، ويرجع ذلك إلى انقسام الأصوات الديمقراطية بين ستيفن أ. دوغلاس في الشمال وجون بريكنريدج في الجنوب. وكانت ولاية ماساتشوستس (موطن إيفريت) وولاية كاليفورنيا هما الولايتان الوحيدتان من الولايات الحرة التي نال فيها الحزب أكثر من نسبة 5٪ من الأصوات الشعبية.

## بعد عام 1860
اختفى الحزب وغرضه بعد عام 1860 عندما بدأت الولايات الجنوبية بالانفصال، رغم أن الحزب نفسه ظل نشطًا في الكونجرس حتى نهاية الحرب الأهلية. دعم بيل والعديد من رفاقه في الحزب الكونفدرالية خلال الحرب الأهلية، لكن مؤيدي الحزب شمال ولايات كارولينا كانوا يميلون إلى دعم الاتحاد. كان أعضاء الاتحاد الدستوري مؤثرين في مؤتمر ويلينغ الذي أدى إلى إنشاء ولاية موالية للاتحاد وهي ولاية فرجينيا الغربية، وكذلك في إعلان الجمعية العامة لكنتاكي عن موالاتها الاتحاد وفوز الحزب في انتخابات الكونجرس في كنتاكي وميريلاند في يونيو. أما في ميزوري فقد انضم العديد من أعضاء الحزب إلى حزب الاتحاد غير المشروط الجديد برئاسة فرانسيس ب. بلير، وظل نشطاً في جهوده لإبقاء تلك الولاية في الاتحاد عن طريق الإطاحة بحكومة كليبورن جاكسون المنتخبة. أيد إيفريت الاتحاد وألقى كلمة في جيتيسبيرغ عام 1863 قبل أن يلقي لينكون خطابه الشهير في جيتيسبيرغ.